# كاليك

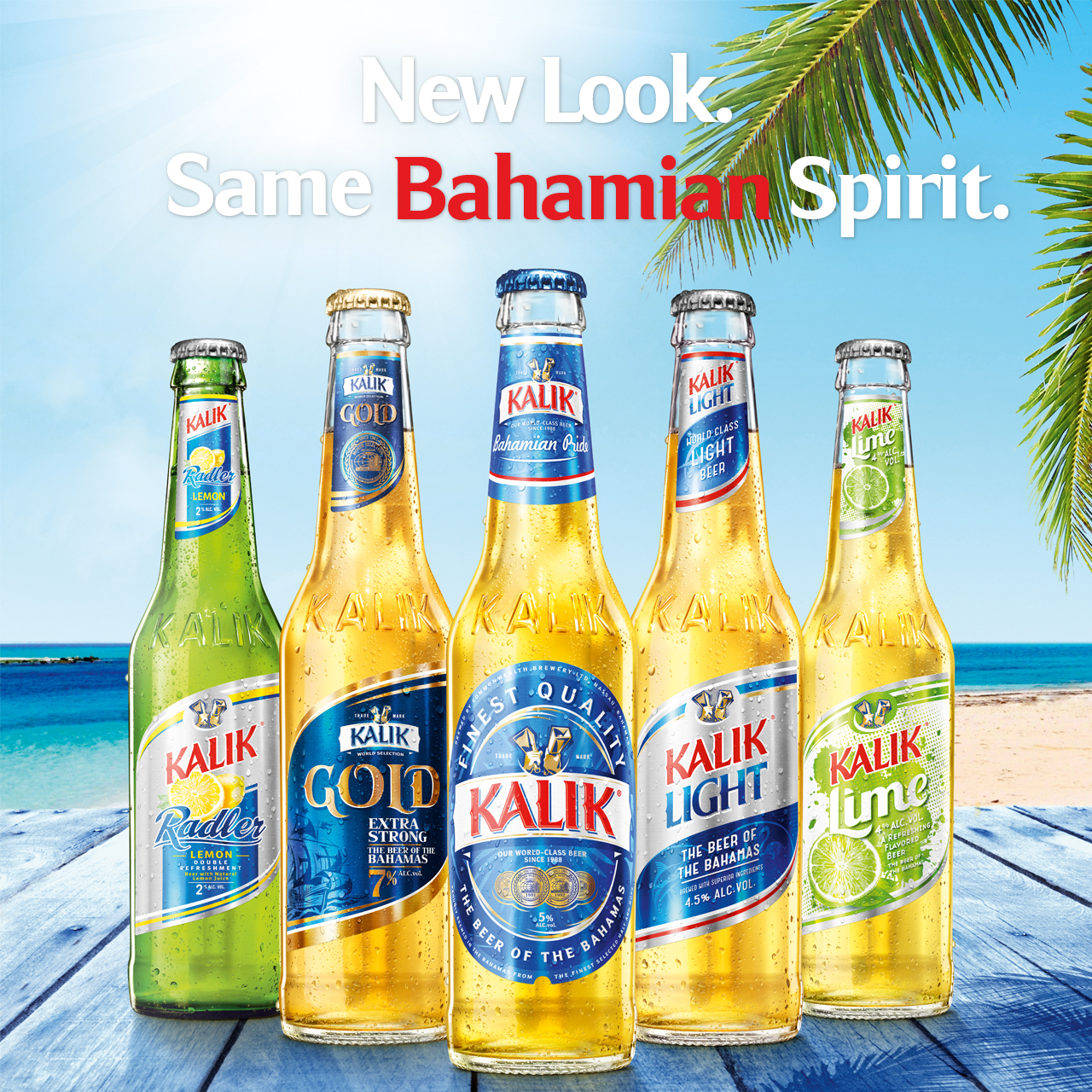

كاليك (بالإنجليزية: Kalik) هو نوع من الجعة التي تصنع في جزر البهاما. تنتج شركة «هاينكن الدولية» جعة «كاليك» منذ سنة 1988، بعد إجراء دراسات علي ذوق الشعب البهامي للجعة. لذا تعتبر «كاليك» الجعة الأكثر تفضيلاً بين مواطني الجزر. وحسب ما يكتب على علامة كل زجاجة «كاليك» فاسم الجعة هو محاكاة صوتية لصوت الأجراس التي تستخدم في المهرجان البهامي الذي يسمى «جانكانو». تتوفر «كاليك» في الأسواق في علب وزجاجات.